# U-144 (tàu ngầm Đức) (1940)
U-144 là một tàu ngầm duyên hải  Lớp Type II thuộc phân lớp Type IID được Hải quân Đức Quốc Xã chế tạo vào đầu Chiến tranh Thế giới thứ hai. Những tàu ngầm Type II vốn quá nhỏ để có thể tiến hành các chiến dịch cách xa căn cứ nhà, nên chúng hầu như chỉ đảm nhiệm vai trò tàu huấn luyện tại các trường tàu ngầm Đức. Được huy động do tình trạng thiếu hụt tàu ngầm sau khi xung đột bùng nổ, U-144 đã thực hiện được ba chuyến tuần tra, đánh chìm một tàu ngầm Liên Xô tải trọng 206 tấn. nhưng lại bị một tàu ngầm Liên Xô khác đánh chìm trong vịnh Phần Lan về phía Bắc đảo Hiiumaa vào ngày 10 tháng 8, 1941, toàn bộ 28 thành viên thủy thủ đoàn đều tử trận.

## Thiết kế và chế tạo
Phân lớp Type IID là một phiên bản mở rộng của Type IIC dẫn trước. Chúng có trọng lượng choán nước 314 t (309 tấn Anh) khi nổi và 364 t (358 tấn Anh) khi lặn); tuy nhiên tải trọng tiêu chuẩn được công bố chỉ có 250 tấn Anh (254 t). Chúng có chiều dài chung 43,97 m (144 ft 3 in), lớp vỏ trong chịu áp lực dài 29,80 m (97 ft 9 in), mạn tàu rộng 4,92 m (16 ft 2 in), chiều cao 8,40 m (27 ft 7 in) và mớn nước 3,93 m (12 ft 11 in).
Chúng trang bị hai động cơ diesel MWM RS 127 S 6-xy lanh 4 thì công suất 700 mã lực mét (510 kW; 690 shp) để đi đường trường và hai động cơ/máy phát điện Siemens-Schuckert PG VV 322/36 tổng công suất 460 mã lực mét (340 kW; 450 shp) để lặn, hai trục chân vịt và hai chân vịt đường kính 0,85 m (3 ft). Các con tàu có thể lặn đến độ sâu 80–150 m (260–490 ft). Chúng đạt được tốc độ tối đa 12,7 kn (23,5 km/h) trên mặt nước và 7,4 kn (13,7 km/h) khi lặn,  với tầm hoạt động tối đa 3.800 nmi (7.000 km) khi đi tốc độ đường trường 8 kn (15 km/h), và 35–42 nmi (65–78 km) ở tốc độ 4 kn (7,4 km/h) khi lặn.
Vũ khí trang bị bao gồm ba ống phóng ngư lôi 53,3 cm (21 in) trước mũi, mang theo tổng cộng năm quả ngư lôi hoặc cho đến 12 quả thủy lôi TMA. Một pháo phòng không 2 cm (0,79 in) cũng được trang bị trên boong tàu. Thủy thủ đoàn bao gồm 25 sĩ quan và thủy thủ.
U-144 được đặt hàng vào ngày 25 tháng 9, 1939. Nó được đặt lườn tại xưởng tàu của hãng Deutsche Werke tại Kiel vào ngày 10 tháng 1, 1940, hạ thủy vào ngày 24 tháng 8, 1940, và nhập biên chế cùng Hải quân Đức Quốc Xã vào ngày 2 tháng 10, 1940 dưới quyền chỉ huy của Hạm trưởng, Trung úy Hải quân Friedrich von Hippel.

## Lịch sử hoạt động
U-144 đã thực hiện tổng cộng ba chuyến tuần tra. Trong chuyến tuần tra đầu tiên, tàu ngầm Liên Xô lớp M M-78 (206 tấn) đã trúng ngư lôi và đắm về phía Tây Vindawa/Windau (nay là Ventspils), Latvia, tại tọa độ 57°28′B 21°17′Đ / 57,467°B 21,283°Đ vào ngày 23 tháng 6, 1941.
Sau đó trong chuyến tuần tra cuối cùng, U-144 bị ngư lôi phóng từ  tàu ngầm lớp Shchuka Shch-307 đánh chìm vào ngày 10 tháng 8, 1941 trong vịnh Phần Lan về phía Bắc đảo Hiiumaa, Estonia, ở khoảng tọa độ 59°B 23°Đ / 59°B 23°Đ. Toàn bộ 28 thành viên thủy thủ đoàn đều đã tử trận cùng con tàu.

### Tóm tắt chiến công
U-144 đã đánh chìm một tàu ngầm đối phương tải trọng 206 tấn:
| Ngày             | Tên tàu | Quốc tịch        | Tải trọng | Số phận      |
| ---------------- | ------- | ---------------- | --------- | ------------ |
| 23 tháng 6, 1941 | M-78    | Hải quân Liên Xô | 206       | Bị đánh chìm |